# Olena Cherevatova
Olena Cherevatova (em ucraniano:  Олена Аркадіївна Череватова, Rostov, 17 de março de 1970) é uma ex-canoísta de velocidade ucraniana na modalidade de canoagem.

## Carreira
Foi vencedora da medalha de bronze em K-4 500 m em Atenas 2004, junto com as suas colegas de equipa Inna Osypenko, Tetyana Semykina, Hanna Balabanova.